# Bumi Arum
Bumi Arum is een bestuurslaag in het regentschap Pringsewu van de provincie Lampung, Indonesië. Bumi Arum telt 3053 inwoners (volkstelling 2010).